# Phyllanthus heteradenius
Phyllanthus heteradenius là một loài thực vật có hoa trong họ Diệp hạ châu. Loài này được Müll.Arg. miêu tả khoa học đầu tiên năm 1873.